# Jules Rimet
Jules Rimet (14. oktober 1873 – 16. oktober 1956) var FIFA's tredje præsident i perioden 1921-1954. Han fik opkaldt VM-trofæet efter sig - Jules Rimet Cup - da han have 25 års-jubilæum som FIFA's præsident i 1946.